# Tréveros
Los tréveros (en latín, Treveri) fueron una tribu de galos que habitaron el valle inferior del Mosela desde alrededor del año 150 a. C., como muy tarde, hasta su eventual absorción por los francos. Su dominio quedaba dentro de las estribaciones meridionales de la Ardena (Arduenna Silva, esto es, el bosque de las Ardenas), una parte de la vasta Silva Carbonaria, en lo que hoy es Luxemburgo, sureste de Bélgica y Alemania occidental; su centro era la ciudad de Tréveris (Augusta Treverorum), a la que los tréveros dieron su nombre. De idioma celta, según Tácito pretendían tener una ascendencia germana.
Aunque adoptaron pronto la cultura romana material, los tréveros tenían una relación accidentada con el poder romano. Su líder Induciomaro los guio en revuelta contra Julio César durante la guerra de las Galias; mucho más tarde, tuvieron un papel clave en la revuelta gala durante el año de los cuatro emperadores. Por otro lado, los tréveros aportaron al ejército romano parte de su más famosa caballería, y la ciudad de Augusta Treverorum fue durante un tiempo el hogar de la familia de Germánico, incluyendo al futuro emperador Calígula. Durante la crisis del siglo III, el territorio de los tréveros fue invadido por los alamanes y los francos y posteriormente formó parte del Imperio Galo.

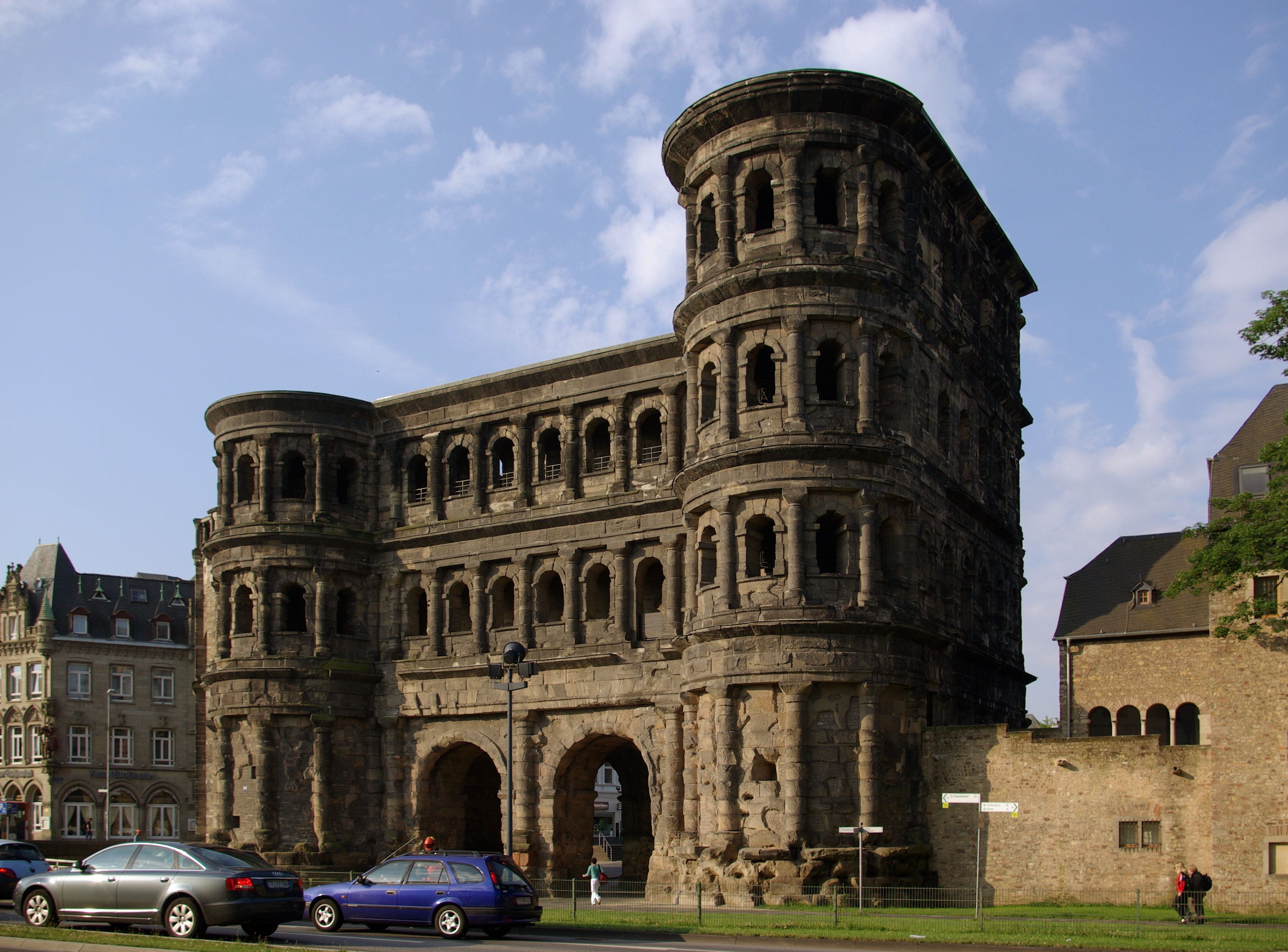
La Porta Nigra, en origen una de las distintas puertas monumentales del Tréveris romano.

Bajo Constantino y sus sucesores del siglo IV, Augusta Treverorum se convirtió en una gran ciudad, favorecida e influyente, que sirvió como una de las capitales del Imperio romano. Durante este período, el cristianismo comenzó a reemplazar al culto imperial y la veneración a las deidades celtas y romanas como la religión preferida de la ciudad. Destacados cristianos, como Ambrosio, Jerónimo, Martín de Tours y Atanasio de Alejandría, pasaron un tiempo en Augusta Treverorum.
Entre los legados supervivientes de los antiguos tréveros están el vino de Mosela, introducido en época romana, y muchos monumentos romanos de Tréveris y sus alrededores, considerados Patrimonio de la Humanidad por la Unesco.

## Nombre y etimología
Los tréveros fueron designados con dos ortografías en latín, Treveri y Treviri son términos que se encuentran indistintamente en los textos latinos desde la época de los Comentarios de César a los Anales de Tácito. Los textos latinos están en general concordes respecto a la primera de las vocales -e-. Por su parte, los textos en griego antiguo en su mayoría dicen Τρηουηροι (transliterado Trēouēroi). Variantes como Treberi y Τρίβηροι (Tribēroi) aparecen en Plinio y Ptolomeo, respectivamente. Están documentadas unas pocas formas muy diversas: Τριήροι (Triēroi) en Ptolomeo y Τρηοῦσγροι (Trēousgroi) en Estrabón. El nombre ha sido interpretado con inseguridad como que se refiere a un "río que fluye" o a "cruzar el río". La primera sílaba es mostrada larga y acentuada (Trēverī) en los diccionarios de latín, de ahí la pronunciación latina clásica ˈtreːwɛriː. El nombre de la ciudad de Tréveris (en alemán, Trier, en francés, Trèves) deriva del locativo latino tardío in Trēverīs por la más temprana Augusta Treverorum.

## Geografía
En la época de Julio César su territorio llegaba hasta el Rin al norte de los tríbocos; allende el Rin quedaban los ubios. César menciona que los segnos y los condrusos vivían entre los tréveros y los eburones, y que los condrusos y los eburones eran clientes de los tréveros. César construyó un puente sobre el Rin en el territorio de los tréveros. Limitaban por el norte, el oeste y el sur por tribus belgas amistosas con Roma: los tungros, los remos y los mediomátricos, respectivamente.
Más tarde los vangíones y németes germanos se asentarían al este de los tréveros a lo largo del Rin, y el territorio de los tréveros después era probablemente similar a lo que más adelante se llamaría la diócesis de Tréveris. El valle del Rin fue apartado de la autoridad trévera con la creación de la provincia de Germania Superior en los años 80. El valle del Ahr habría marcado su frontera septentrional.
Colonia Augusta Treverorum (hoy Tréveris, Alemania) era la capital de su civitas bajo el Imperio. Hay una gran evidencia de que el recientemente excavado oppidum sobre la meseta de Titelberg en el extremo suroeste de Luxemburgo era la capital trévera durante el siglo I a. C. La transferencia de sus actividades a Tréveris siguió a la construcción de la calzada de Agripa que unía Tréveris con Reims circunvalando el Titelberg. Durante el período romano, Tréveris se convirtió en una colonia romana (en 16 a. C.), y la capital provincial de la misma Bélgica. Era la frecuente residencia de varios emperadores.
Un importante centro secundario fue Orolaunum (hoy Arlon, Bélgica) que, según afirma Edith Wightman, "se convirtió en una especie de capital regional para los tréveros occidentales", logrando "un grado de prosperidad sólo alcanzado por civitas capitales".
La evidencia arqueológica sugiere que los tréveros estaban divididos en cinco cantones centrados, respectivamente, en los oppida de Titelberg, Wallendorf, Kastel, Otzenhausen y el Martberg. Inscripciones del período imperial romano indican que la civitas estaba dividida en al menos cuatro pagi: pagus Vilcias, pagus Teucorias, pagus Carucum extendiendo al norte de Bitburg, y pagus Ac[...] o Ag[...] (la inscripción está incompleta). Wightman sugiere con indecisión que el pagus Vilcias podría haber sido la región occidental alrededor de Arlon y Longuyon, y el pagus Teucorias la zona al sur alrededor de Tholey. Wightman considera inseguro si los aresaces y caitracates podrían en origen haber sido pagi de los tréveros, pero afirma que su territorio – que quedaba alrededor de Mogontiacum (Maguncia) – "siempre mostró conexiones culturales particularmente próximas con la sociedad trévera". Externos a los tréveros, pero sujetos a ellos como clientes, estaban los eburones y quizá también los cesoros y pemanos.
El poeta del siglo IV Ausonio vivió en Tréveris bajo el mecenazgo de Graciano; es famoso sobre todo por su poema Mosella, evocando la vida y el paisaje a lo largo del río arterial de los tréveros.

## Idioma y etnicidad

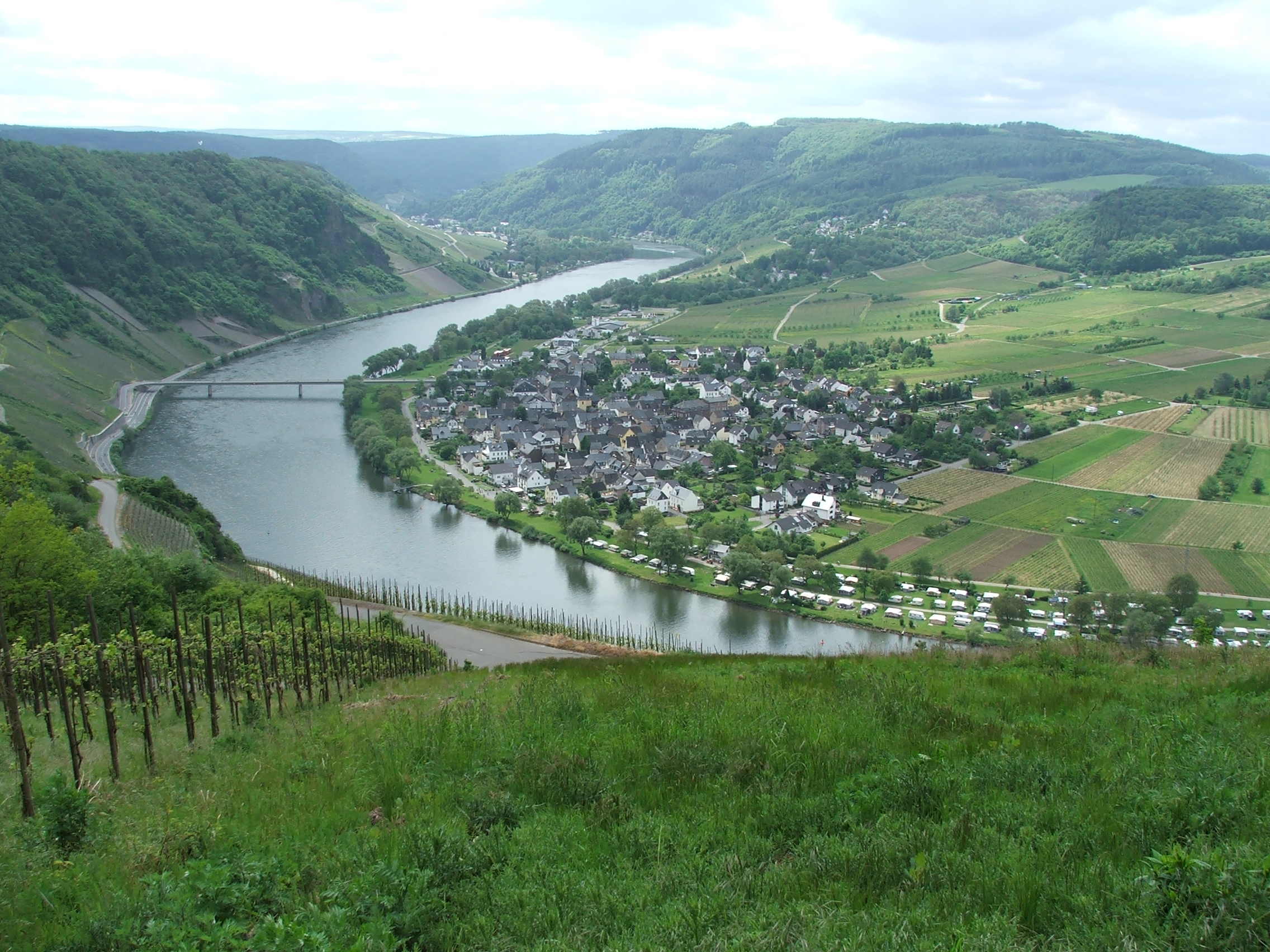
Valle del río Mosela en Wolf, Traben-Trarbach.

César no es explícito en De Bello Gallico sobre si los tréveros tienen que ser considerados dentro de la Galia Céltica o la Bélgica, aunque la primera hipótesis disfruta algo de favor. Escribiendo alrededor de un siglo después de César, Pomponio Mela identifica a los tréveros como los "más ilustrados" de los belgas.
Según el cónsul romano Aulo Hircio en el siglo I a. C., los tréveros se distinguían poco de los pueblos germanos en su forma de vida y comportamiento salvaje. Los tréveros presumían de su origen germánico, según Tácito, para distanciarse de la "vagancia de los galos" (inertia Gallorum). Pero Tácito no los incluye con los vangíones, tríbocos o németes como "tribus indiscutiblemente germanas". La presencia de villas del mismo tipo que se encuentran en territorio indiscutiblemente germano en el norte de Germania, junto con villas de tipo céltico, corrobora la idea de que eran celtas con orígenes o afinidades germánicos. El elemento germánico entre los tréveros probablemente llegó allí en el siglo III a. C. o II a. C..[cita requerida]
Estrabón dice que sus vecinos nervios y tríbocos eran pueblos germánicos que para entonces se habían asentado en la orilla izquierda del Rin, mientras que se da a entender que los tréveros eran galos.
Jerónimo afirma que para el siglo IV d. C. su idioma era parecido al de los celtas de Asia Menor (los gálatas). Jerónimo posiblemente tuviera un conocimiento de primera mano de estas lenguas celtas, puesto que había visitado tanto Augusta Treverorum como Galacia.
Muy pocos nombres de personas entre los tréveros son de origen germánico; en lugar de ello, son generalmente celtas o latinos. Ciertos nombres distintivamente tréveros aparentemente no pertenecen a ninguno de esos tres orígenes y pueden representar un estrato precelta, según Wightman (ella aporta Ibliomarus, Cletussto y Argaippo como ejemplos).
Después de la conquista romana, el latín era usado ampliamente por los tréveros con propósitos públicos y oficiales.

## Política e historia militar

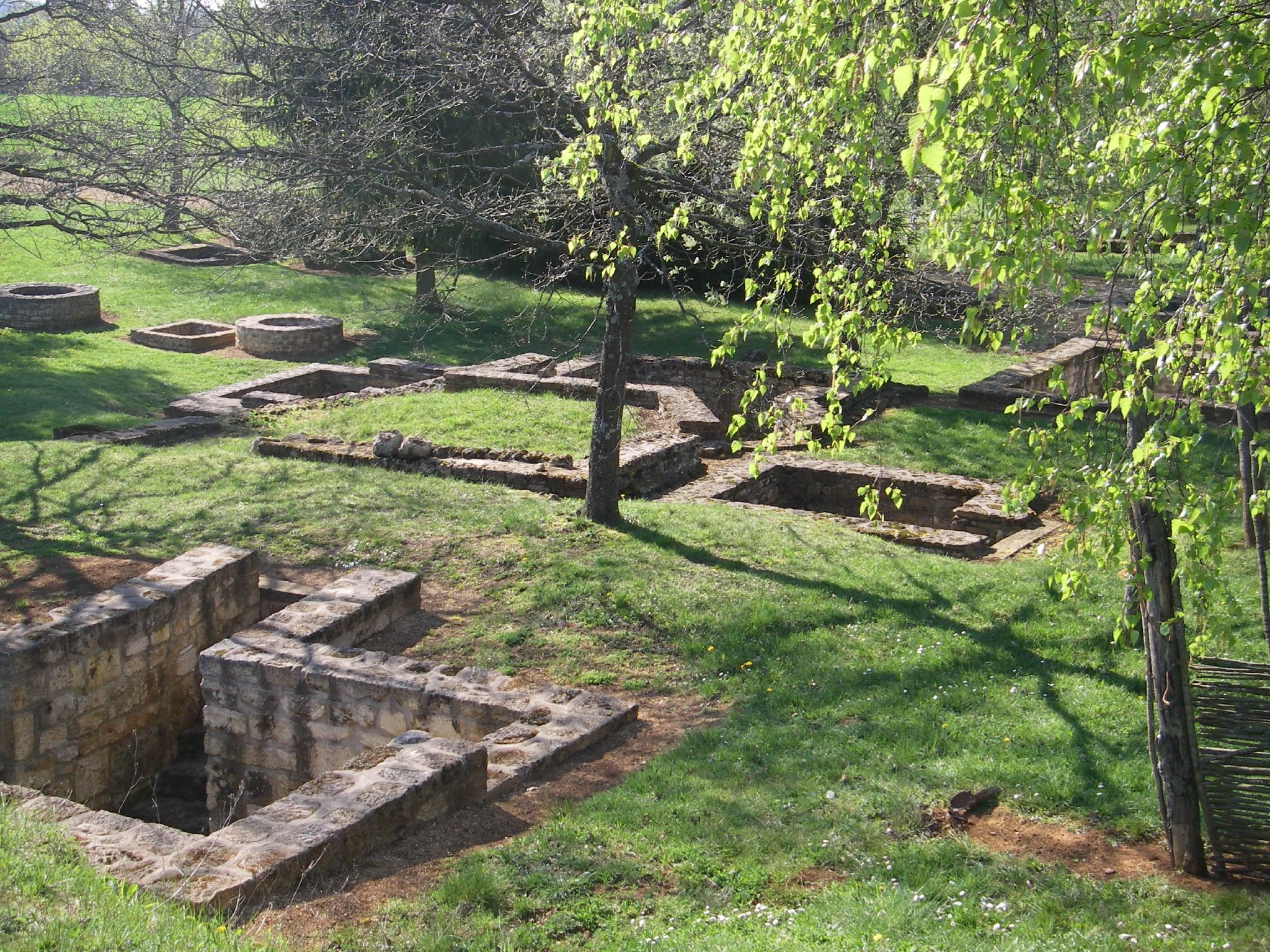
El Titelberg, "capital" de los tréveros prerromanos.

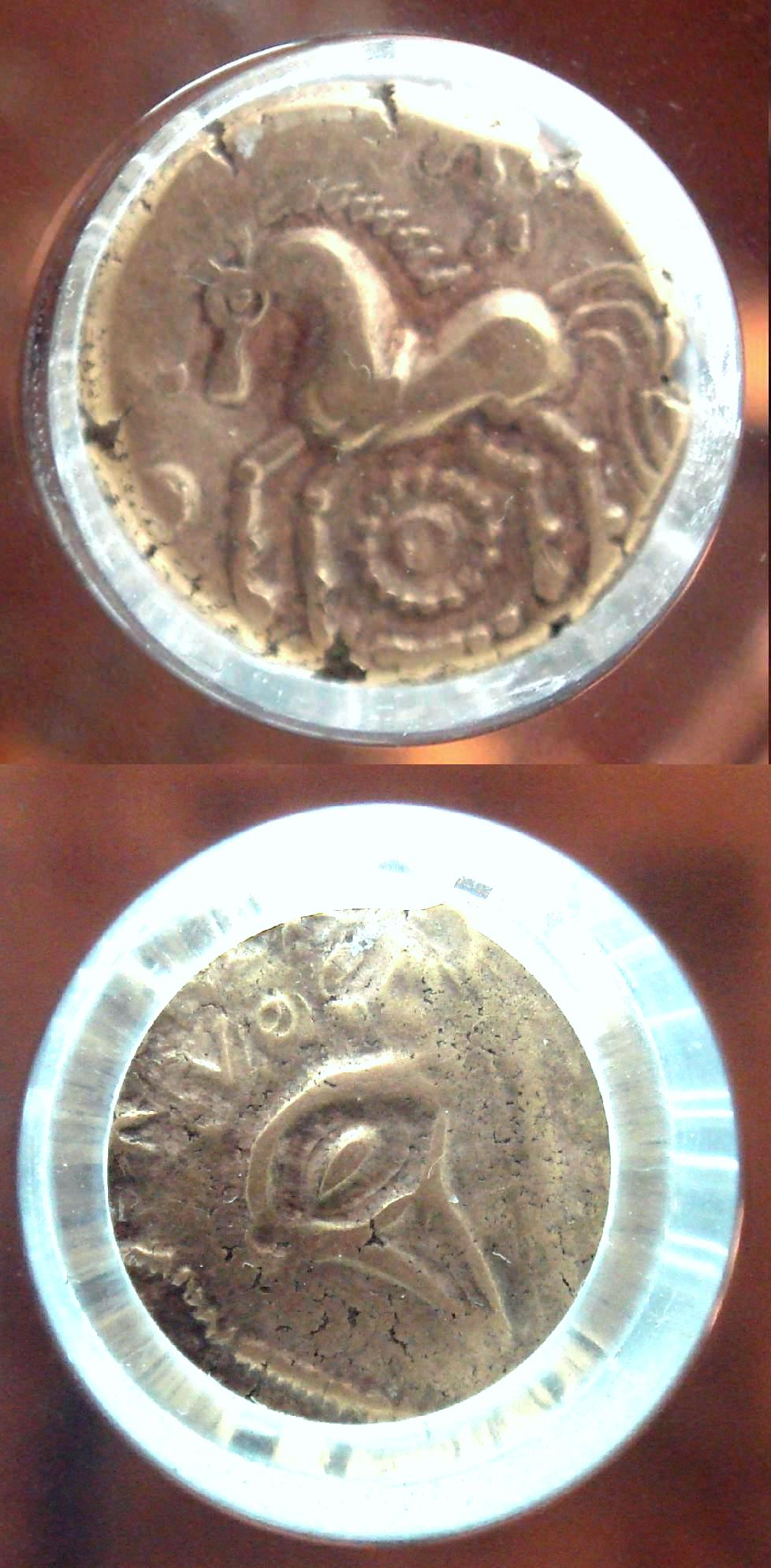
Estátero trévero, oro, 6.00g. Monnaie de Paris.

Originalmente los oppida de Titelberg, Wallendorf, Kastel, Otzenhausen y el Martberg tenían aproximadamente el mismo significado; sin embargo, en algún momentro entre 100 y 80 a. C., el Titelberg experimentó un aumento del crecimiento que hizo de él "el oppidum central de los tréveros". Un gran espacio abierto en la plaza central del Titelberg habría sido usado para encuentros públicos de naturaleza religiosa o política durante el siglo I a. C.. Para la época de la invasión de César, los tréveros parecían haber adoptado un sistema de gobierno oligárquico.
Los tréveros tenían una fuerte caballería e infantería, y durante la guerra de las Galias proporcionaría a Julio César su mejor caballería. Bajo su líder Cingétorix, los tréveros sirvieron como tropas auxiliares en el ejército romano. Sin embargo, su lealtad cambió en el año 54 a. C. bajo la influencia del rival de Cingétorix, Induciomaro. Según César, Induciomaro instigó la revuelta de los eburones dirigidos por Ambíorix ese año y guio a los tréveros al unirse a la revuelta e incitando a las tribus germánicas a que atacasen a los romanos. Los romanos bajo Tito Labieno mataron a Induciomaro y luego aplastaron la revuelta trévera; posteriormente, los parientes de Induciomaro cruzaron el Rin para establecerse entre las tribus germánicas. Los tréveros permanecieron neutrales durante la revuelta de Vercingétorix, y fueron atacados de nuevo por Labieno después de ella. En conjunto, los tréveros fueron más exitosos que la mayoría de las tribus galas a la hora de cooperar con los romanos. Probablemente emergieron tras la guerra de las Galias con el estatus de una civitas libre exenta de tributo.
En el año 30 a. C., Marco Nonio Galo aplastó una revuelta de los tréveros, y una guarnición del ejército romano ocupó el Titelberg. Agripa y Augusto emprendieron la organización de la administración romana en la Galia, planificando un amplio conjunto de calzadas empezando con el gobierno de Agripa sobre la Galia en el 39 a. C., e imponiendo un censo en el 27 a. C. con propósitos fiscales. Los romanos construyeron una nueva calzada desde Tréveris hasta Reims a través de Mamer, al norte, y Arlon, de esta manera circunvalaba por 25 km el Titelberg y la antigua ruta celta, y la capital quedó desplazada en favor de Augusta Treverorum (Tréveris) sin ningún signo de conflicto. Los alrededores de Tréveris habían estado habitados por granjas y aldeas aisladas antes de los romanos, pero no había existido aquí ningún asentamiento urbano.
Tras la reorganización de las provincias romanas en Germania en el año 16 a. C., Augusto decidió que los tréveros debían convertirse en parte de la provincia de Bélgica. En fecha desconocida, la capital de Bélgica fue trasladada desde Durocórtoro de los remos (Durocortum Remorum, hoy Reims) a Augusta Treverorum. Una capa significativa de la élite trévera parece que obtuvo la ciudadanía romana bajo César o Augusto, por quien recibieron el nomen Julio.
Durante los reinados de Augusto, Tiberio y Claudio, y particularmente cuando Druso y Germánico estuvieron activos en la Galia, Augusta Treverorum alcanzó una importancia considerable como una base y centro de suministros para campañas en Germania. La ciudad recibió un anfiteatro, termas y otras comodidades, y durante un tiempo la familia de Germánico vivió en la ciudad. Plinio el Viejo relata que el hijo de Germánico, el futuro emperador Gayo (Calígula), nació "entre los tréveros, en el pueblo de Ambiatino, sobre Coblenza", pero Suetonio señala que este lugar de nacimiento era disputado por otras fuentes.
Una facción de los tréveros, guiada por Julio Floro y aliada con el heduo Julio Sacrovir, organizó una rebelión de deudores galos contra los romanos en el año 21 d. C. Floro fue derrotado por su rival, Julio Indo, mientras que Sacrovir dirigió a los heduos en rebelión. Los romanos rápidamente restablecieron relaciones cordiales con los tréveros bajo Indo, quien prometió obediencia a Roma; en cambio, aniquilaron completamente a los heduos que se habían puesto del lado de Sacrovir. Quizá bajo Claudio, los tréveros obtuvieron el estatus de colonia y probablemente el derecho latino sin ser realmente colonizados por los veteranos romanos. Bajo el gobierno romano, hubo un senado de los tréveros que incluía alrededor de un centenar de decuriones, de los cuales el ejecutivo estaba formado por dos duoviros.
Más seria era la revuelta que empezó con la insurrección bátava de Civilis durante el año de los cuatro emperadores. En el 70, los tréveros bajo Julio Clásico y Julio Tutor y los lingones al mando de Julio Sabino se unieron a la rebelión bátava y declararon César a Sabino. La revuelta fue sofocada, y más de un centenar de nobles rebeldes tréveros huyeron cruzando el Rin para unirse a sus aliados germánicos; según afirma Jeannot Metzler, este acontecimiento marca el fin del servicio de caballería trévera aristocrática en el ejército romano, el auge de la burguesía local y el comienzo de "una segunda ofensiva de romanización". Camille Jullian atribuye a esta rebelión la promoción de Durocortum Remorum (Reims), capital de los perennemente leales remos, a expensas de los tréveros. Para los siglos II y III, representantes de la antigua élite que llevaba el nomen Julius habían desaparecido prácticamente, y surgió una nueva élite para ocupar su lugar; estos habrían tenido su origen principalmente de la clase media indígena, según Wightman.
Los tréveros sufrieron de su proximidad a la frontera del Rin durante la crisis del siglo III. Las invasiones francas y alamanas durante los años 250 llevaron a una destrucción significativa, particularmente en zonas rurales; dado el fracaso del ejército romano para defenderse con efectividad de la invasión germánica, los habitantes del país improvisaron sus propias fortificaciones, a menudo usando las piedras de tumbas y mausoleos.

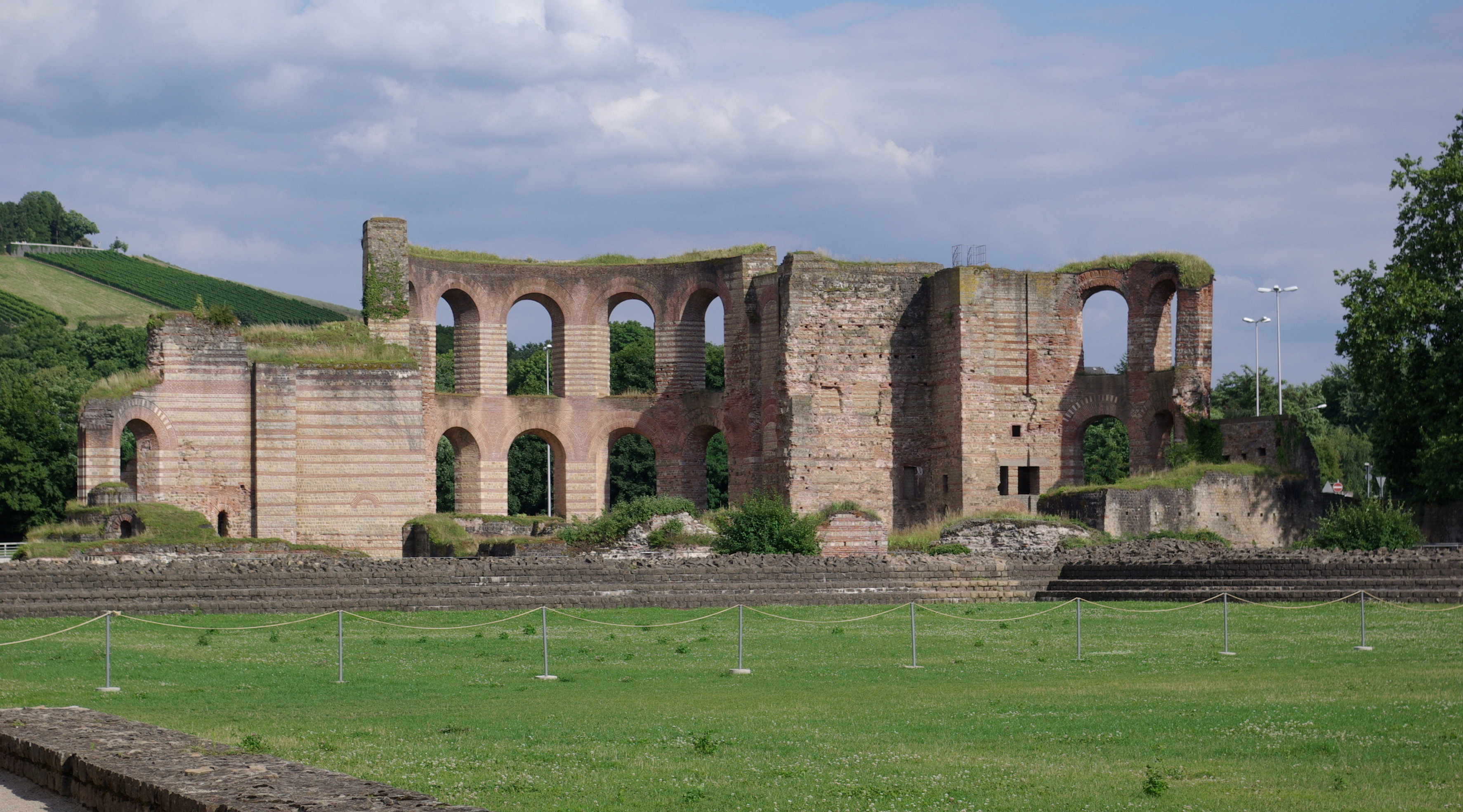
Termas imperiales en Tréveris.

Mientras tanto, Augusta Treverorum se estaba convirtiendo en un centro urbano de primera importancia, superando incluso a Lugdunum (Lyon). Durante la crisis del siglo III, la ciudad sirvió como la capital del Imperio Galo bajo los emperadores Tétrico I y II desde 271 hasta 274. Los tréveros sufrieron aún mayor devastación de los alamanes en 275, siguiendo lo cual, según Jeannot Metzler, "la gran mayoría de los dominios agrícolas quedaban baldíos y nunca se reconstruirían". No queda claro si Augusta Treverorum en sí cayó víctima de la invasión alamana.
Desde 285 hasta 395, Augusta Treverorum fue una de las residencias del Emperador romano de Occidente, incluyendo Maximiano, Constantino el Grande, Constantino II, Valentiniano I, Magno Máximo y Teodosio I; desde 318 hasta 407, sirvió como la sede de la prefectura pretoriana de la Galia. A mediados del siglo IV, la ciudad se encontraba en un manuscrito romano como una de las cuatro capitales del mundo, junto con Roma, Alejandría y Constantinopla. Nuevas estructuras defensivas, incluyendo las fortalezas de Neumagen, Bitburg y Arlon, fueron construidas para defenderse contra las invasiones germánicas. Tras una invasión vándala en 406, sin embargo, la residencia imperial fue trasladada a Mediolanum (Milán), mientras que la prefectura pretoriana se retiraba a Arelate (Arlés).

## Religión

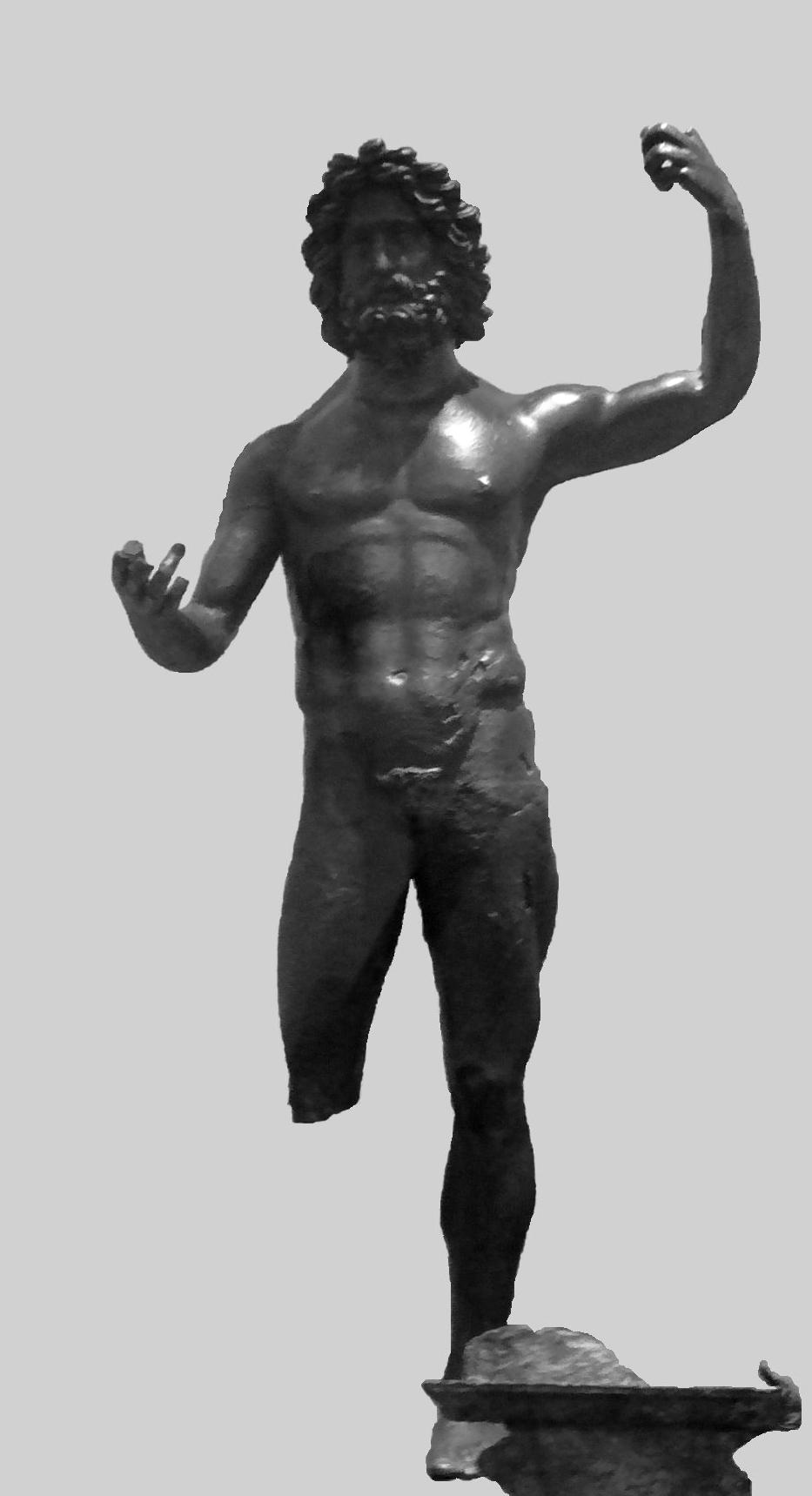
Copia de una estatuilla de bronce romana (61,5cm) de Júpiter procedente de Dalheim en la región trévera (Luxemburgo, Musée National d'Histoire et d'Art)

Los tréveros eran originariamente politeístas, y tras la conquista romana muchos de sus dioses fueron identificados con equivalentes o emparejados con dioses romanos. Entre los dioses más importantes venerados en territorio trévero figuran Mercurio y Rosmerta, Lenus Mars y Ancamna, Jupiter Optimus Maximus, Apolo, Intarabo y Minerva. Entre las deidades únicas de los tréveros estaban Intarabo, Ritona, Inciona y Verauduno y los Xulsigias. J.-J. Hatt considera que los tréveros, junto con sus vecinos los mediomátricos, leucos y tríbocos, "aparecían como pilotos en la conservación de las tradiciones [religiosas] celtas y preceltas".
En tiempos romanos, tres importantes templos paganos en la proximidad inmediata de Tréveris son bien conocidos: el amplio complejo del templo de Altbachta, el cercano templo Am Herrenbrünnchen y el importante templo a Lenus Mars en la orilla izquierda del Mosela. Las inscripciones atestiguan la existencia de un culto trévero a Roma y Augusto, pero el lugar de este templo es inseguro; Wightman sugiere que el templo totalmente clásico y bien dotado Am Herrenbrünnchen sería una posibilidad, mientras que Metzger argumenta que solo podía haber sido un cuarto templo, mal conocido en la ciudad – el así llamado templo de Asclepio no lejos del puente sobre el Mosela. El complejo Altbachtal ha rendido una gran riqueza de inscripciones y los restos de un teatro y más de una docena de templos o santuarios, principalmente fana romano-celtas dedicados a deidades nativas, romanas y orientales. Fuera de la ciudad, se conocen muchos lugares sagrados; son típicamente cerrados por un muro. Entre estos pueden mencionarse el templo de Apolo y Sirona en Hochscheid, el de Lenus Mars en el Martberg junto a Pommern, el templo y el teatro de Mars Smertrius y Ancamna en Möhn, y un santuario a la diosa madre en Dhronecken.
Bajo la influencia romana, se introdujeron una variedad de nuevos cultos: Mitra tenía un templo en el Altbachtal, Cibeles y Atis eran venerados allí y en Dhronecken, e inscripciones y obras de arte testimonian otras deidades orientales, tal como Sabazius, Isis y Serapis.
Aparte del templo de Roma y Augusto mencionados más arriba, el culto imperial es también evidenciado por numerosas inscripciones religiosas "en honor de la casa divina" (esto es, la familia imperial).
En el siglo IV, el cristianismo alcanzó prominencia en Augusta Treverorum. La ciudad se convirtió en la sede de un arzobispado cristiano durante la segunda mitad del siglo III, y bajo Constantino I llegó a ser un importante centro para la difusión del cristianismo. La catedral actual tiene sus orígenes en una iglesia doble del siglo IV construida cerca del palacio imperial, probablemente alrededor del año 321 y quizás gracias a una donación de la emperatriz Elena. Aproximadamente cuatro veces más grande que la catedral actual, esta iglesia era una de las grandes fundaciones de Constantino, parangonable con otras grandes iglesias en Roma, Constantinopla, Jerusalén y Belén. Jerónimo, el papa Atanasio de Alejandría y Martín de Tours todos vivieron y trabajaron en Tréveris durante el siglo IV, mientras que Ambrosio nació allí. En la época de Graciano, el complejo Altbachtal era "no tanto abandonado como destruido deliberadamente"; estatuas de culto fueron destrozadas, y algunos templos fueron secularizados y convertidos en hogares.

## Cultura material

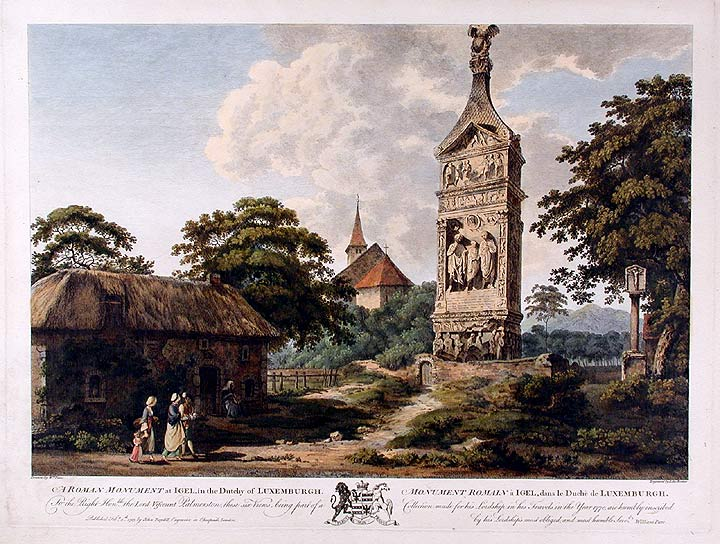
Un grabado del de la columna en Igel, uno de los monumentos funerarios tréveros más famosos.

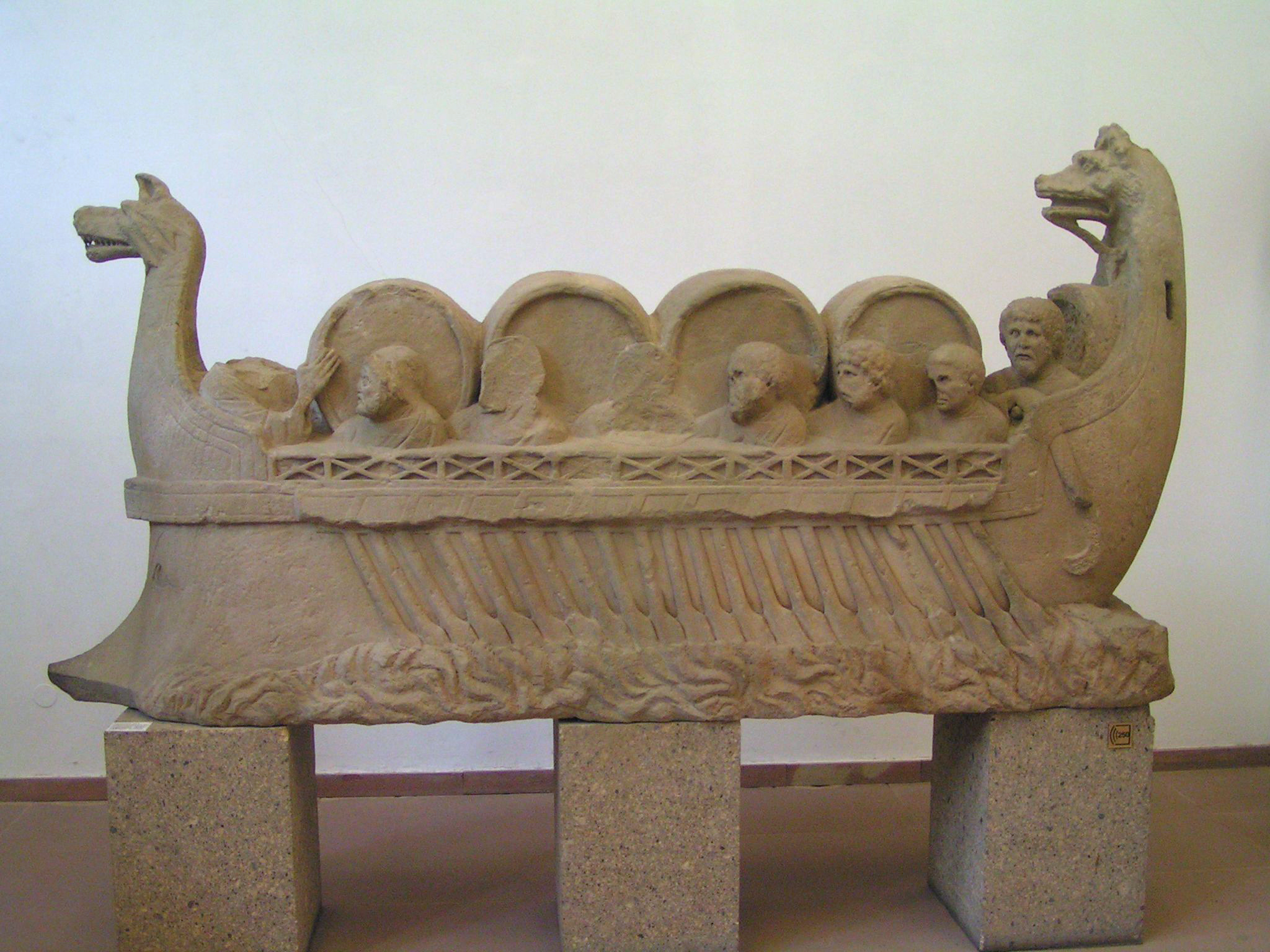
El famoso monumento al barco de vino, más tarde construido en los muros de fortificación de Neumagen.

El territorio de los tréveros había formado parte de la cultura Hunsrück-Eifel, abarcando los períodos de Hallstatt D y La Tène A-B (desde 600 a 250 a. C.).
Durante el siglo que va del 250 a. C. al 150 a. C., la región entre el Rin y el Mosa pasó por una drástica reestructuración de la población, pues algunas crisis forzaron a la mayor parte de los signos de habitación a las alturas del Hunsrück. Tras esta crisis, la población volvió a las tierras bajas y es posible hablar con confianza de los tréveros de nombre. Gran parte del campo trévero parece haber sido organizado en forma de asentamientos rurales para el final del los años 100 a. C., y esta organización persistió hasta la época romana.
Incluso antes de la época romana, los tréveros habían desarrollado el comercio, la agricultura y la metalurgia. Habían adoptado una economía monetaria basada en monedas de plata, alineada con el denario, junto con monedas de bronce, más baratas o de bronce-plomo. Las mercancías llegaban a los tréveros desde Etruria y el mundo griego; la evidencia monetaria sugiere unos fuertes lazos comerciales con los vecinos remos. Depósitos de hierro en territorio trévero se excavaron intensamente y formaron parte de la base para la riqueza de la región.
Antes y durante algún tiempo después de la conquista romana, los nobles tréveros fueron enterrados en tumbas de cámara que estaban cubiertas con tumuli y llenas de bienes suntuosos incluyendo ánforas importadas, armas y morillos. Hacia el siglo II, los tréveros ricos estaban construyendo elaborados monumentos funerarios como la columna de Igel, incluida dentro del Patrimonio de la Humanidad, o las lápidas esculpidas que se pueden encontrar en Arlon, Neumagen y Buzenol, todos los cuales representan la forma de vida o los intereses del muerto mientras vivía. Como la cremación se había hecho más frecuente bajo el gobierno romano, las lápidas a menudo tenían nichos especiales para recibir las urnas de cenizas, así como presentes funerarios. Los presentes funerarios de la época romana incluían restos de animales usados como comida (particularmente cerdos y aves), monedas, amphorae, cerámica, vidrio, joyería y tijeras. El enterramiento volvió a reemplazar a la cremación a finales del siglo III.
Los tréveros adaptados ya a la civilización romana, adoptaron ciertas prácticas mediterráneas en la cocina, la ropa y las artes decorativas a partir ya de fechas tan tempranas como la ocupación romana de Titelberg en 30 a. C. Ya en el año 21, según Greg Woolf, "los tréveros y los heduos podría decirse que fueron aquellas tribus que habían pasado por el mayor cambio cultural desde la conquista". Los romanos introdujeron la viticultura en el valle del Mosela (véase Vino de Mosela). En general, la documentación arqueológica testimonia el progresivo desarrollo rural y la prosperidad en el siglo III. Junto con los vecinos remos, se atribuye a los tréveros una significativa innovación en la tecnología romana: el vallus, una máquina impulsada por caballos o mulas para cosechar trigo. Se conoce el vallus a partir de relieves funerarios y descripciones literarias. Los numerosos individuos tréveros testimonian epigráficamente en otras civitates el desarrollo de una red comercial trévera dentro de las partes occidentales del Imperio. Durante la primera mitad del siglo II, Augusta Treverorum era un importante centro para la producción de terra sigillata (junto con Lezoux y Rheinzabern), proporcionando a la tierra renana con cerámica roja brillante de alta calidad que fue a menudo decorada elaboradamente con diseños moldeados.
La arquitectura de las villas tréveras muestra tanto la coexistencia y la mezcla de rasgos típicamente galos y germanos. En algunas villas, como las que hay en Otrang y Echternach, pequeñas habitaciones se abren a una gran sala central, antes que hacia la veranda delantera como en la mayor parte de los lugares de la Galia; esta disposición ha sido considerada típicamente "germánica" y puede reflejar una estructura social en la que las familias extensas y clientes todos viven en la casa de su patrón. Por otro lado, villas típicamente "galas" también se encuentran en territorio trévero.

## Lista de tréveros
| - Alpinio Montano - Ambrosio - Arda - Cingétorix | - Germano Indutilio liberto - Induciomaro - Lucotio - Julio Clásico | - Julio Floro - Julio Indo - Julio Tutor - Julio Valentino | - Potina - Vocarant[...] |